# Кэссиди, Лори
Ло́уренс Кэ́ссиди (англ. Laurence Cassidy; 10 марта 1923 — ноябрь 2010), также известный как Ло́ри Кэ́ссиди (англ. Laurie Cassidy) — английский футболист, нападающий.

## Футбольная карьера
Уроженец Манчестера, в январе 1947 года Лоуренс подписал с клубом «Манчестер Юнайтед» любительский контракт, а месяц спустя — профессиональный контракт. 10 апреля 1948 года дебютировал в основном составе «Юнайтед» в матче Первого дивизиона против «Эвертона». Это был его единственный матч в основном составе команды в сезоне 1947/48. Интересно, что свой второй матч за «Юнайтед» он провёл только год спустя, и снова против «Эвертона» на «Гудисон Парк»: это произошло 27 апреля 1949 года. Кэссиди не смог пробиться в основной состав, в основном играя за резервную команду, сыграв за команду только 4 матча в течение пяти сезонов, пока не покинул «Юнайтед» в июле 1956 года.
В сезоне 1956/57 выступал за «Олдем Атлетик», сыграв за команду 4 матча и забив 1 гол в рамках Третьего северного дивизиона.
Сообщалось, что Кэссиди также работал школьным учителем и что среди его учеников были будущие игроки «Манчестер Юнайтед» Нобби Стайлз и Брайан Кидд, которых Лори «отправил» на «Олд Траффорд».

## Статистика выступлений
| Клуб              | Сезон            | Лига | Лига | Кубок | Кубок | Итого | Итого |
| Клуб              | Сезон            | Игры | Голы | Игры  | Голы  | Игры  | Голы  |
| ----------------- | ---------------- | ---- | ---- | ----- | ----- | ----- | ----- |
| Манчестер Юнайтед | 1947/48          | 1    | 0    | 0     | 0     | 1     | 0     |
| Манчестер Юнайтед | 1948/49          | 1    | 0    | 0     | 0     | 1     | 0     |
| Манчестер Юнайтед | 1949/50          | 0    | 0    | 0     | 0     | 0     | 0     |
| Манчестер Юнайтед | 1950/51          | 1    | 0    | 0     | 0     | 1     | 0     |
| Манчестер Юнайтед | 1951/52          | 1    | 0    | 0     | 0     | 1     | 0     |
| Манчестер Юнайтед | Итого            | 4    | 0    | 0     | 0     | 4     | 0     |
| Олдем Атлетик     | 1956/57          | 4    | 1    | 0     | 0     | 4     | 1     |
| Олдем Атлетик     | Итого            | 4    | 1    | 0     | 0     | 4     | 1     |
| Всего за карьеру  | Всего за карьеру | 8    | 1    | 0     | 0     | 8     | 1     |